# Nagypeterd
Nagypeterd là một thị trấn thuộc hạt Baranya, Hungary. Thị trấn này có diện tích 11,63 km², dân số năm 2010 là 647 người, mật độ 56 người/km².